# Mortalium animos
Mortalium animos (O popieraniu prawdziwej jedności religii) – łac. Dusze śmiertelników, encyklika promulgowana przez papieża Piusa XI 6 stycznia 1928, w której potępił synkretyzm religijny, spotkania międzyreligijne i sprzeciwił się irenistycznemu dążeniu do osiągnięcia jedności z innymi Kościołami bez przyjęcia wiary katolickiej, stanowiąc jednocześnie, iż jedynym Kościołem założonym przez Chrystusa jest wyłącznie Kościół katolicki.